# Giro di Romagna 1965
Il Giro di Romagna 1965, quarantunesima edizione della corsa, si svolse il 1º maggio 1965 su un percorso di 263 km. La vittoria fu appannaggio dell'italiano Dino Zandegù, che completò il percorso in 6h35'28", precedendo i connazionali Arnaldo Pambianco e Luciano Armani.

## Ordine d'arrivo (Top 10)
| Pos. | Corridore           | Squadra           | Tempo    |
| ---- | ------------------- | ----------------- | -------- |
| 1    | Dino Zandegù        | Bianchi-Mobylette | 6h35'28" |
| 2    | Arnaldo Pambianco   | Salvarani         | s.t.     |
| 3    | Luciano Armani      | Bianchi-Mobylette | s.t.     |
| 4    | Giuseppe Fezzardi   | Molteni           | s.t.     |
| 5    | Enzo Moser          | Maino             | s.t.     |
| 6    | Angelo Conterno     | Sanson            | s.t.     |
| 7    | Tommaso De Prà      | Molteni           | s.t.     |
| 8    | Gilberto Vendemiati | Salvarani         | s.t.     |
| 9    | Franco Balmamion    | Sanson            | s.t.     |
| 10   | Silvano Schiavon    | Legnano           | s.t.     |